# Колорадо (пустиня)
Вижте пояснителната страница за други значения на Колорадо.
Колорадо (на английски: Colorado Desert) е пустиня в югоизточната част на щата Калифорния в Съединените американски щати и в североизточната част на щата Баха Калифорния в Мексико.
Тя се простира на изток от Лос Анджелис и Сан Диего, на изток и югоизток от планинската верига Сан Бернардино и реката Колорадо, на която е наименувана. Част е от по-голямата пустиня Сонора. Включва забележителности като националния парк „Джошуа Три“ и пустинята Анза-Борего.